# Gortys (mytologi)
I grekisk mytologi kan Gortys ( forngrekiska : Γόρτυνα) syfta på följande arkadiska prinsar:
- Gortys, son till kung Tegeates av Tegea och Maera, dotter till Titanen Atlas. Han var bror till Scephrus, Leimon, Archedius och Kydon.  [1] Tillsammans med de två sista bröderna flyttade de till Kreta och gav namn åt städerna Kydonia, Gortyna och Catreus. Enligt andra källor är Kydon son till Hermes och Akakallis medan Gortys är son till Rhadamanthys, son till Europa och Zeus. [2]
- Gortys, grundare av staden Gortys i Arkadien vid en flod som också namngavs efter honom. Han var son till kung Stymphalus och bror till Agamedes . [3]